# Megophrys daweimontis
Espèce
Synonymes
- Xenophrys daweimontis (Rao & Yang, 1997)

Statut de conservation UICN

 DD  : Données insuffisantes
Megophrys daweimontis est une espèce d'amphibiens de la famille des Megophryidae.

## Répartition
Cette espèce se rencontre :
- en République populaire de Chine dans la province du Yunnan ;
- au Viêt Nam dans les provinces de Điện Biên et de Sơn La.

## Étymologie
Cette espèce est nommée en référence au lieu de sa découverte, les monts Dawei.

## Publication originale
- Rao & Yang, 1997 : The karyotypes of Megophryinae (Pelobatidae) with a discussion on their classification and phylogenetic relationships. Asiatic Herpetological Research, vol. 7, p. 93-102 (texte intégral)